# Mörbyligan
Mörbyligan var ett svenskt rockband som bildades i slutet av 1970-talet i Stockholmsförorten Danderyd.

## Historik
Mörbyligan var en musikgrupp från Mörby i Danderyd som var populära i slutet av 1970-talet. Gruppen spelade en säregen blandning av snabb punk och melodiös anarkistprogg. Mörbyligan hette från början Chilly Chimes och bildades 1974 av Åke Bylund, som då spelade trummor. Några år senare så bytte de många medlemmar och namn till just Mörbyligan. Mörbyligans första uppsättning bestod av tre tjejer och tre killar. Åke Bylund hade då börjat sjunga i bandet, han skrev även de flesta låtarna. Förutom sin egen musik hade Mörbyligan på sin repertoar låtar från så vitt skilda grupper som Dave Clark Five och Gudibrallan. Gruppens största hit var "Snälla pappa" men även "Ensamma Sussie" spelades flitigt.
I början av 1980-talet startade Åke Bylund även sidoprojektet "Åke Bylund Band". Han kom att ta avstånd från sitt tidigare vänsterengagemang och anslöt sig till Nysvenska rörelsen. Efter att det ursprungliga Mörbyligan upphört använde Bylund från 1984 bandets namn för senare inspelningar, delvis med karaktär av vikingarock och med i stort sett helt andra medlemmar.

## Medlemmar i det ursprungliga Mörbyligan
- Åke Bylund – sång (född 23 november 1948, död 6 december 2005)[4]
- Annika Krok – sång (född 23 december 1958, medverkar på Mörbyligan och Järtecken)
- Fredrik Krok – basgitarr, sång (medverkar på Järtecken)
- Johan Krok – gitarr (född 30 september 1956, medverkar på Mörbyligan och Järtecken)
- Anders Ström – basgitarr (född 19 februari 1960, medverkar på Mörbyligan och No 003)
- Susanne Fragell – keyboard, orgel (född 2 juli 1963, medverkar på Mörbyligan och Järtecken)
- Marie Lindstedt – trummor (född 17 oktober 1960, medverkar på Mörbyligan och Järtecken)
- Åke Magnusson – gitarr (född 1956, medverkar på Mörbyligan, 1084 och Nordland)

## Diskografi
Studioalbum
- 1979 – Mörbyligan
- 1980 – Järtecken
- 1983 – No 003
- 1984 – 1084
- 1986 – Nordland
- 1994 – Isvakt
- 1995 – Tors återkomst

EP
- 1978 – Mörbyligan EP
- 1979 – Världen Tillhör Dom Vackra
- 1980 – Den Lille Svanslösingen
- 1982 – Livet/En Sommarsaga